# Haplochernes insulanus
Espèce
Haplochernes insulanus est une espèce de pseudoscorpions de la famille des Chernetidae.

## Distribution
Cette espèce se rencontre aux États fédérés de Micronésie, aux Îles Marshall, aux Palaos, aux Îles Mariannes du Nord et à Guam,.

## Description
Les mâles mesurent de 2,4 à 2,8 mm et les femelles de 3,2 à 3,7 mm.

## Publication originale
- Beier, 1957 : Pseudoscorpionida. Insects of Micronesia, vol. 3, p. 1-64 (texte intégral).